# San José de Aerocuar (paroisse civile)
Pour les articles homonymes, voir San José.
San José de Aerocuar est l'une des deux paroisses civiles de la municipalité d'Andrés Mata dans l'État de Sucre au Venezuela. Sa capitale est San José de Aerocuar, chef-lieu de la municipalité.